# Paul di Resta
Paul di Resta (Livingston, Escòcia, 16 d'abril de 1986) és un pilot escocès de curses d'automobilisme. Actualment (any 2013), competeix en la Temporada 2013 de Fórmula 1 amb l'escuderia Force India.

## Trajectòria
Es va proclamar campió de la DTM.
Va debutar a la Fórmula 1 al Gran Premi d'Austràlia de la temporada 2011 amb l'equip Force India, en el qual hi havia sigut pilot provador els anys anteriors.
És un dels pocs pilots de la història, juntament amb Timo Glock i Pedro Martínez de la Rosa que ha aconseguit puntuar en el seu primer Gran Premi.

## Palmarès a la Fórmula 1
(Clau) (Resultats en negreta indiquen pole position) (Resultats en cursiva indican volta ràpida)
| Any  | Escuderia            | 1      | 2       | 3      | 4       | 5      | 6      | 7      | 8      | 9       | 10     | 11      | 12      | 13      | 14      | 15     | 16     | 17     | 18     | 19     | 20     | Puesto | Puntos |
| ---- | -------------------- | ------ | ------- | ------ | ------- | ------ | ------ | ------ | ------ | ------- | ------ | ------- | ------- | ------- | ------- | ------ | ------ | ------ | ------ | ------ | ------ | ------ | ------ |
| 2010 | Force India-Mercedes | BAH    | AUS TD  | MYS TD | CHN TD  | ESP TD | MON    | TUR    | CAN    | EUR TD  | GBR TD | GER     | HUN TD  | BEL     | ITA TD  | SIN    | JPN    | RCO    | BRA    | ABU    |        | -      | -      |
| 2011 | Force India-Mercedes | AUS 10 | MYS 10  | CHN 11 | TUR Ret | ESP 12 | MON 12 | CAN 18 | EUR 14 | GBR 15  | GER 13 | HUN 7   | BEL 11  | ITA 8   | SIN 6   | JPN 12 | RCO 10 | IND 13 | ABU 9  | BRA 8  |        | 13º    | 27     |
| 2012 | Force India-Mercedes | AUS 10 | MYS 7   | CHN 12 | BAH 6   | ESP 14 | MON 7  | CAN 11 | EUR 7  | GBR Ret | GER 11 | HUN 12  | BEL 10  | ITA 8   | SIN 4   | JPN 12 | RCO 12 | IND 12 | ABU 9  | USA 15 | BRA 19 | 14º    | 46     |
| 2013 | Force India-Mercedes | AUS 8  | MYS Ret | CHN 8  | BAH 4   | ESP 7  | MON 9  | CAN 7  | GBR 9  | GER 11  | HUN 18 | BEL Ret | ITA Ret | SIN Ret | RCO Ret | JPN 11 | IND 8  | ABU 6  | USA 15 | BRA 11 |        | 12º    | 48     |